# 千手町村
千手町村（せんじゅまちむら）は、かつて新潟県中魚沼郡にあった村。

## 沿革
- 1889年（明治22年）4月1日 - 町村制施行に伴い中魚沼郡水口沢村、中屋敷村、東善寺村、沖立村、上新井村、山野田村が合併し、千手町村が発足。
- 1922年（大正11年）11月1日 - 中魚沼郡中野村と合併して千手村となり消滅。